# Турянський Ігор Мефодійович
Ігор Мефодійович Турянський (* 20 квітня 1941, Корсунь-Шевченківський район, Черкаська область, Українська РСР, СРСР) — український дипломат. Надзвичайний та Повноважний Посол України. Дійсний член (академік) Української академії геополітики та геостратегії (2024).

## Біографія
Народився 20 квітня 1941 в Корсунь-Шевченківському районі на Черкащині. 
У 1967 закінчив Київський державний університет ім. Т. Г. Шевченка, юридичний факультет, міжнародне право.
З 1956 по 1968 — технік-конструктор Корсунь-Шевченківського верстатобудівного заводу, інспектор Київської митниці.
З 1968 по 1978 — 2-й, 1-й секретар, радник МЗС УРСР.
Восени 1973 року був членом делегації УРСР на черговій сесії Генеральної Асамблеї ООН у Нью-Йорку, яку очолював Георгій Шевель.
З 1978 по 1985 — 1-й секретар Постійного Представництва УРСР при ООН.
З 1985 по 1992 — радник, начальник відділу міжнародних економічних відносин, начальник відділу міжнародних організацій Міністерства закордонних справ України.
З 07.1992 по 09.1997 — Надзвичайний та Повноважний Посол України в Туреччині.
З 1997 по 2000 — начальник Управління країн Азіатсько-Тихоокеанського регіону, Близького та Середнього Сходу та Африки П'ятого територіального Управління МЗС України.
З 12.2000 по 12.2003 — Надзвичайний та Повноважний Посол України в ПАР.
З 05.2002 по 12.2003 — Надзвичайний та Повноважний Посол України в Мозамбік за сумісництвом.
З 07.2002 по 12.2003 — Надзвичайний та Повноважний Посол України в Намібії за сумісництвом.
З 08.2002 по 12.2003 — Надзвичайний та Повноважний Посол України в Замбії за сумісництвом.
З 11.2002 по 12.2003 — Надзвичайний та Повноважний Посол України в Зімбабве за сумісництвом.
З 2005–2007 — консультант Міністерства закордонних справ України; з 2007–2012 — радник Уповноваженого Верховної Ради України з прав людини; а з 2012 — незалежний експерт.